# 이노우에 슌페이
이노우에 슌페이(일본어: 井上 俊平)는 일본의 축구 선수이다.

## 국가대표팀 경력
그는 1923년 극동 선수권 대회에 참가할 일본 국가대표팀에 발탁되었으며, 5월 24일 중화민국와의 경기에서 데뷔했다.

## 통계
| 일본 | 일본 | 일본 |
| 연도 | 출전 | 득점 |
| ---- | ---- | ---- |
| 1923 | 1    | 0    |
| 통산 | 1    | 0    |